# Автошлях E801
Європейський маршрут E 801 — європейська дорога класу B у Португалії та Іспанії, що з’єднує міста Коїмбра, Португалія, та Верін, Іспанія.

## Маршрут
- Португалія
  - E80, E01 Коїмбра
  - E80 Візеу
  - E805 Шавеш
- Іспанія
  - Верін